# Akapnoú
Akapnoú (grec moderne : Ακαπνού) est un village de Chypre de plus de 20 habitants.

## Galerie

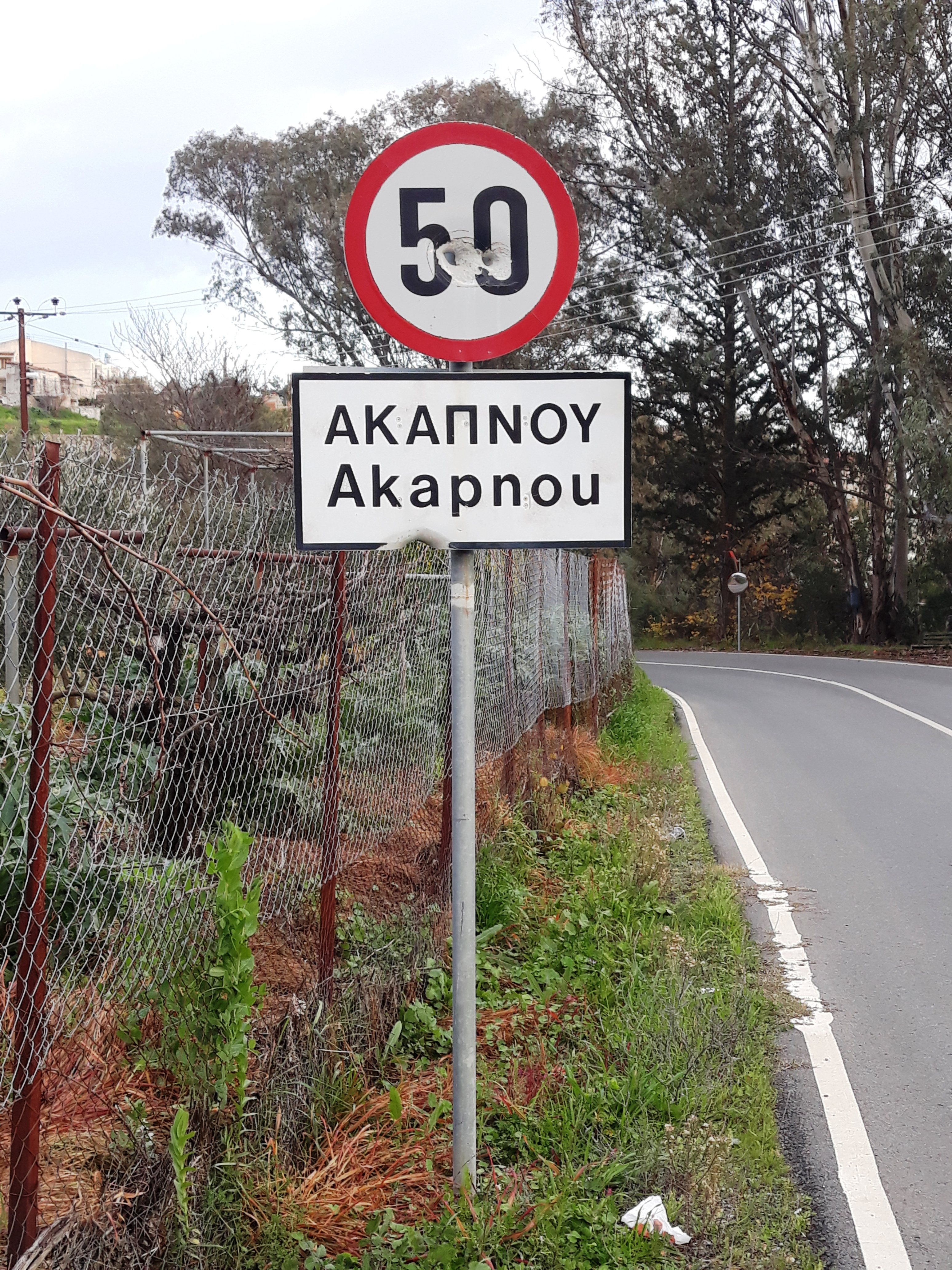
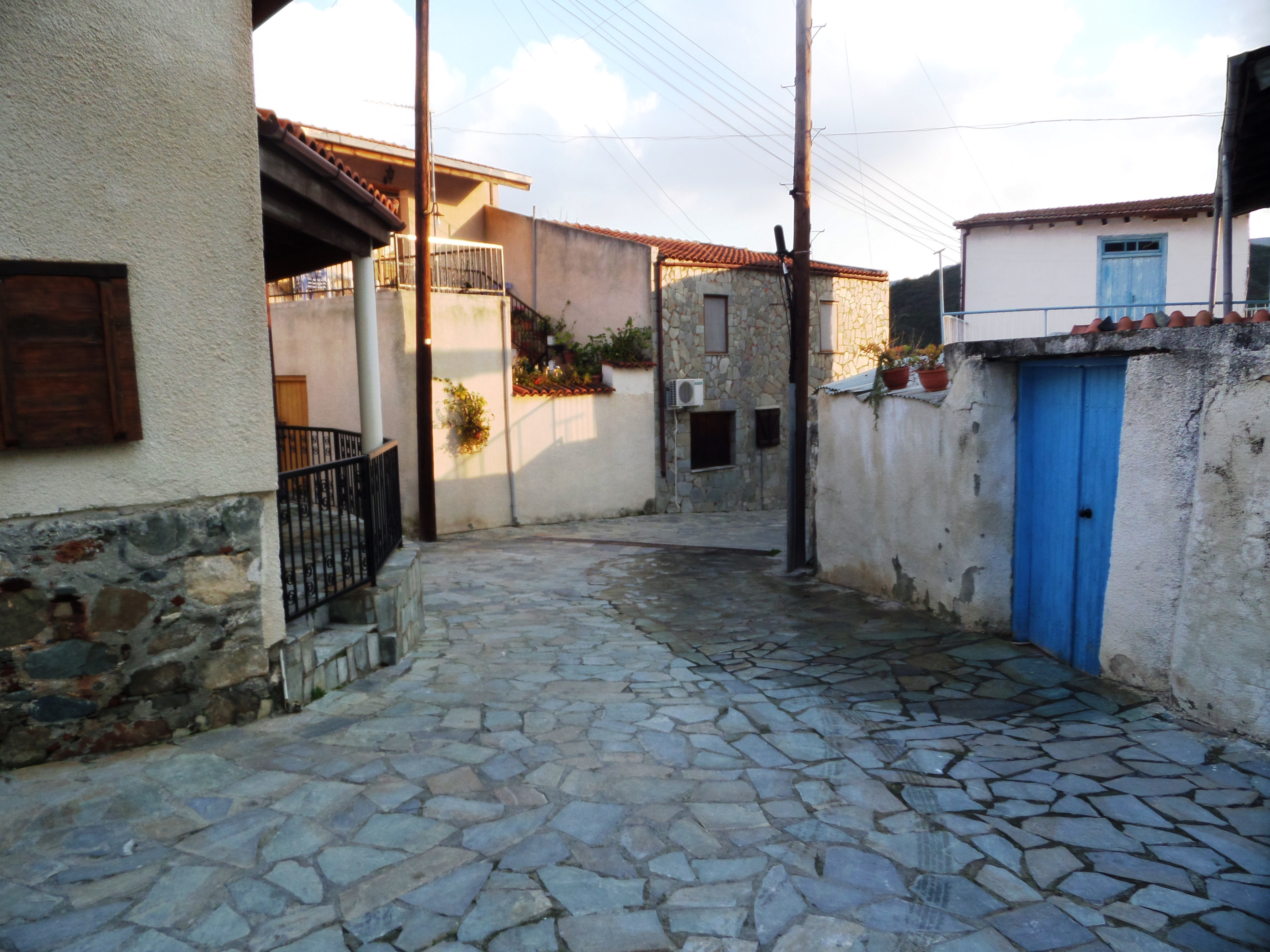
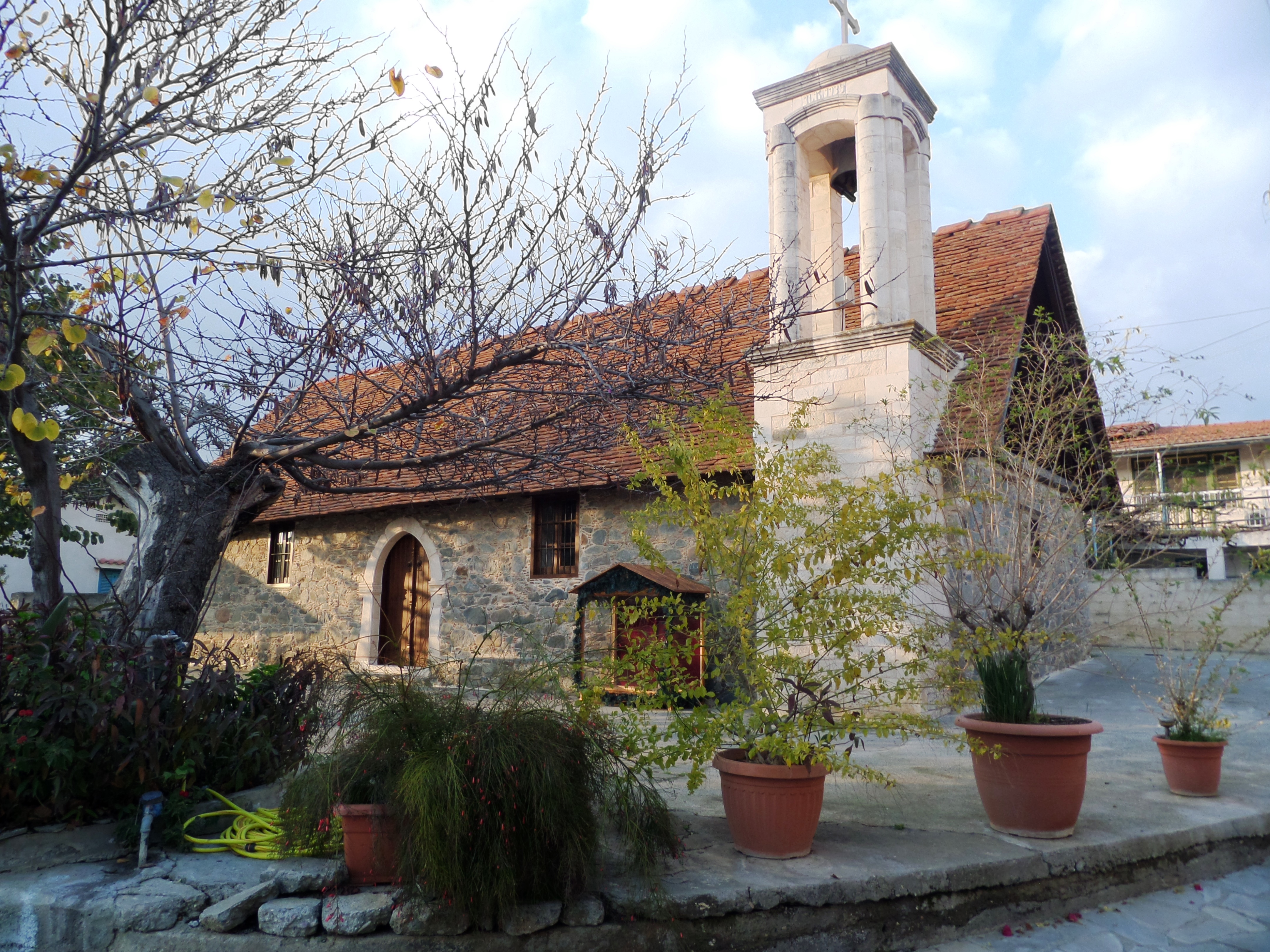
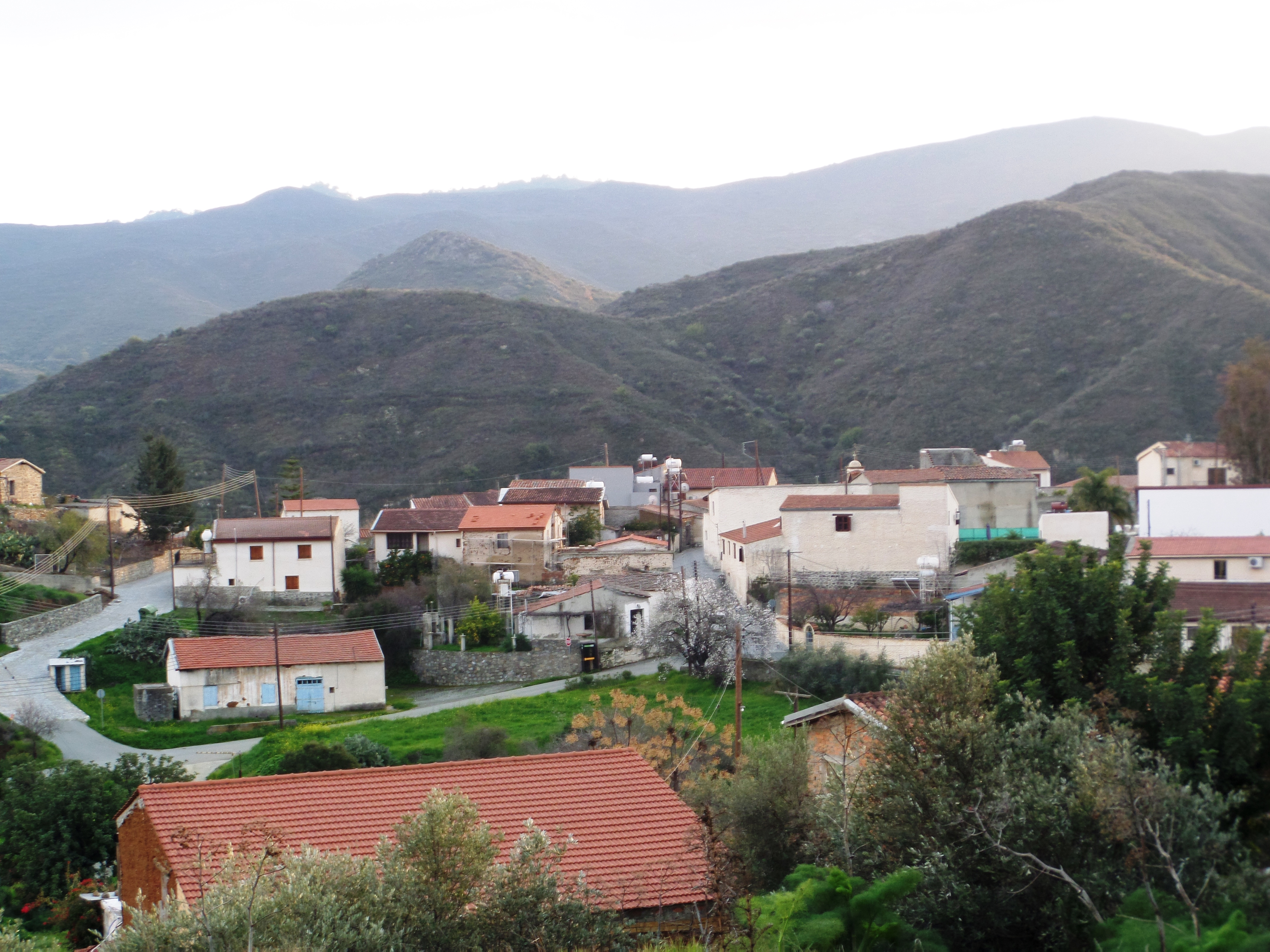